# The Out-of-Towners
The Out-of-Towners (bra: Forasteiros em Nova York; prt: A Sorte Viajou de Barco) é um filme estadunidense de 1970, do gênero comédia, dirigido por Arthur Hiller.
Este roteiro seria refilmado com o mesmo título em 1999, tendo Steve Martin e Goldie Hawn nos papéis principais.

## Sinopse
Casal de Ohio viaja para Nova Iorque, em função de uma promoção obtida pelo marido, George. Ao se aproximar do aeroporto, o avião não consegue pousar e acaba sendo desviado para Boston, onde o casal precisa pegar um trem e acaba chegando tarde ao hotel (Waldorf-Astoria Hotel) — sem as malas, enviadas por engano a outra cidade. Por não ter ligado avisando do atraso do avião, George perde a reserva do hotel, e vão passar a noite no Central Park. 

## Elenco
- Jack Lemmon.... George Kellerman
- Sandy Dennis.... Gwen Kellerman
- Sandy Baron.... Lenny Moyers
- Anne Meara.... vítima da delegacia
- Ron Carey.... Barney Polacek, taxista
- Ann Prentiss.... aeromoça
- Robert Nichols.... passageiro
- Graham Jarvis.... Murray, o assaltante
- Mary Norman